# Jakko Jan Leeuwangh
Jakko Jan Leeuwangh (* 9. září 1972 Alkmaar) je bývalý nizozemský rychlobruslař.
V roce 1992 se zúčastnil Mistrovství světa juniorů, kde získal bronzovou medaili. Ve Světovém poháru startoval od roku 1994. Zúčastnil se Zimních olympijských her 1998, kde se v závodě na 1000 m umístil na čtvrté příčce (dále 21. místo ze závodu na 500 m). Největších úspěchů dosáhl v následující sezóně, ve které vybojoval na Mistrovství světa bronzové medaile na tratích 500 m a 1000 m. Poslední závody absolvoval na podzim roku 2002.